# Tommaso Altissimi
Tommaso Altissimi (Roma, 1º ottobre 1900 – ...) è stato un rugbista a 15 e allenatore di rugby a 15 italiano, militante in S.S. Lazio, Rugby Roma e internazionale nella partita d'esordio dell'Italia.

## Biografia
Bersagliere all'età di vent'anni, fece parte della formazione della S.S. Lazio Rugby della prima ora, disputando con essa il primo campionato italiano di rugby, la Divisione Nazionale 1928-29, approdando e cedendo nelle finali scudetto all'Ambrosiana di Milano.
Il 20 maggio 1929, allo stadio de Montjuïc di Barcellona, esordì con l'Italia a livello internazionale nel primo test match ufficiale nella storia della nazionale italiana contro la Spagna, davanti ai Reali iberici e circa 50000 spettatori, accorsi per assistere alla prima storica partita per entrambe le rappresentative nazionali; la partita terminò 9-0 in favore degli spagnoli.
Scioltasi la sezione rugbistica della S.S. Lazio, nei bienni 1929-30 e 1930-31 Altissimi giocò con le neonate formazioni di A.S. Roma e Rugby Roma, terminando i campionati rispettivamente in 2ª posizione nel girone finale e come finalista, sconfitta dall'Amatori Milano nel doppio confronto di finale.
Nella stagione 1931-32 la sezione rugby della Polisportiva S.S. Lazio venne ricostituita per opera dell'on. Riccardo Barisonzo; Altissimi, in qualità di capitano ed allenatore della squadra, si occupò in prima persona di formare la rosa giocatori.
Venne più volte selezionato nella Rappresentativa laziale, spesso come capitano, per disputare amichevoli ed incontri di propaganda contro altre selezioni regionali e territoriali italiane. 
Nel luglio 1932, il lutto per la prematura scomparsa della moglie contribuì al momentaneo allontanamento dalla disciplina del rugby.
Negli anni 1940 svolse attività nel club parigino Red Star Rugby.